# تاريخ الكومنولث البولندي الليتواني (1648-1764)

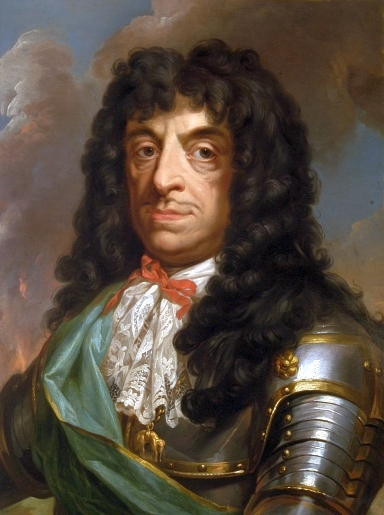
يان الثاني ملك بولندا.

يغطي تاريخ الكومنولث البولندي الليتواني (1648-1764) فترة من تاريخ بولندا والدوقية الليتوانية الكبرى، منذ أن أصبحت دولتهما المشتركة مسرحًا للحروب، والغزوات التي حدثت على نطاق واسع في منتصف القرن السابع عشر، حتى الوقت الذي سبق انتخاب ستانيساو أوغست بونياتوفسكي، آخر ملوك رابطة الكومنولث البولندية الليتوانية.
شهدت ديمقراطية النبلاء منذ القرن السابع عشر حروبًا مدمرة، وغرقت بحالة من الفوضى الداخلية، وتحوّل الكومنولث الذي كان قويًا في الماضي إلى مكان تملؤه الحروب الداخلية، والتدخلات الأجنبية، وفي عام 1648 غمرت انتفاضة القوزاق خميلنيتسكي جنوب وشرق الدولة البولندية الليتوانية الشاسعة، وتبعه ذلك غزو سويدي سريع للأراضي البولندية الأساسية. تركت الحرب مع القوزاق وروسيا أوكرانيا مُقسّمة، وأصبح الجزء الشرقي منها (الذي كان تحت حكم الكومنولث) تابعًا لقيصر روسيا. أحيا يوحنا الثالث سوبيسكي قوّة الكومنولث العسكرية مرة أخرى بعد أن خاض حروبًا مطوّلة ضد الإمبراطورية العثمانية.
وتبع ذلك مزيدٌ من التفكك، فقد عانى الكومنولث بعد خضوعه لحروب مستمرة تقريبًا حتى عام 1720 من خسائر سكانية مدمرة، وأضرار جسيمة في الاقتصاد، ولم يتحسن الوضع الاقتصادي السيئ بشكل كامل طوال فترة وجود الكومنولث، وأصبحت الحكومة غير فعالة بسبب النزاعات الداخلية واسعة النطاق (مثل وقوف روكومز لوبوميرسكي ضد جون الثاني كازيمير، والاتحادات المتمرّدة)، والإجراءات التشريعية الفاسدة (كالاستخدام الفاضح لحق النقض). وسقطت طبقة النبلاء تحت سيطرة مجموعة من العائلات القوية التي كانت تسيطر على أقاليم معينة، وتحوّلت البنية التحتية ومعظم مزارع الفلاحين إلى خراب.
أدّت فترة حكم اثنين من ملوك سلالة سكسون ويتين، وهما أغسطس الثاني العظيم، وأغسطس الثالث للكومنولث إلى مزيد من الأضرار السياسية، والقليل من الإصلاحات المهمة، وقد تكون الحرب الشمالية العظمى (وهي فترة اعتبرها المعاصرون مجرّد أزمة عابرة) هي الضربة الحاسمة التي أضعفت الدولة البولندية الليتوانية بشدّة. وأصبحت بروسيا قوة إقليمية قوية، واستولت على سيليزيا من مملكة هابسبورغ.

## التدهور الاقتصادي والاجتماعي
اعتُبر تدهور اقتصاد الكومنولث في النصف الثاني من القرن السابع عشر ناتجًا عن تدمير البلاد بسبب الحروب بشكل أساسي. أدت خسائر الحرب، وتفشي الأوبئة (خاصة في الفترة بين 1659 حتى 1663) إلى انخفاض عدد السكان إلى حوالي 6 أو 7 مليون (انخفض إلى الثلث).

### تدمير الحرب والانهيار الاقتصادي والتفكك الاجتماعي
غالبًا ما كان يُنظر إلى الانهيار الاقتصادي في الكومنولث في النصف الثاني من القرن السابع عشر على أنه نتيجة لتدمير البلاد بسبب الحروب. كانت هناك أيضًا عوامل محبطة أخرى أثرت في ذلك الوقت على أجزاء كبيرة من أوروبا، والتي حاول اقتصاد الكومنولث القائم على العزبة أن يتكيف معها. أدت الحلول الخاصة التي اعتُمدت في النهاية إلى تدهور فعالية الممارسات الزراعية، وانخفاض الإنتاجية وفقر سكان الريف. لكن الدرجة التي تقدم بها الانحدار الاقتصادي في الكومنولث لم يكن لها ما يماثلها في اقتصادات البلدان المجاورة، التي مارس بعضها نفس النوع من الاقتصاد الريفي. بينما كان الدمار الذي تعرضت له الحرب خلال أحداث 1655-1660 مدمرًا بشكل خاص، تعرض الكومنولث لحرب مستمرة من عام 1648 إلى عام 1720.
على عكس الحروب التي جرت سابقًا، والتي أثرت في الغالب على أطراف الدولة الضخمة، منذ منتصف القرن السابع عشر فصاعدًا، كان وسط بولندا قد دُمر بسبب الحرب أيضًا. اتضح أن الحربين الشماليتين مدمرة بشكل خاص. اجتازت عدة جيوش أجنبية ضخمة دول الكومنولث أثناء حرب الشمال الثانية. أدى الدور الذي طال أمده للبلاد كساحة قتال، وإيواء القوات والجيوش، جنبًا إلى جنب مع سياسة الحصول على المساهمات والنهب خلال حرب الشمال الكبرى، إلى تدهور كبير في اقتصاد البلد الذي لم يتعاف بعد من الأضرار التي لحقت بجيلين سابقين. وزادت الحرب الداخلية والنهب من قبل قوات الكومنولث غير مدفوعة الأجر من الضرر.
طُبق تدمير واستنفاد الموارد على جميع شرائح المجتمع، ما أثر على القرى والمدن والبلدات الريفية، والتي فقد الكثير منها طابعها الحضري. عانت الصناعة والتصنيع وكذلك الأموال المتدفقة إلى خزينة الدولة. أدت خسائر الحرب وتفشي الأمراض الوبائية (خاصة خلال 1659-1663) إلى خفض عدد السكان بمقدار الثلث إلى 6-7 ملايين. نظرًا لأن كل من الفلاحين وسكان البلدة والشلختا العاديين فقدوا قاعدتهم الاقتصادية، أصبحت طبقة الأغنياء المجموعة الاجتماعية الوحيدة القادرة على ممارسة نشاط اقتصادي وسياسي كبير، ما أدى إلى هيمنتهم الكاملة على ما تبقى من سياسة الكومنولث.
أدت الحرب والضغوط الاقتصادية إلى تكثيف عمليات التجزئة الحالية والصراعات الطبقية بين الطبقات الاجتماعية وداخل كل منها. انتشر كره الأجانب والتعصب، وشددت مختلف المجموعات الاجتماعية والإقليمية على أوضاعهم وتقاليدهم المنفصلة. جرى التراجع عن جهود بناء الأمة التي قام بها الإصلاحيون في عصر النهضة.

### مزيد من التقسيم الطبقي بين النبلاء
كانت منظمة الإنتاج الزراعي السائدة في القرن السادس عش، أفسحت الفلوارك التابعة للشلختا المجال بحلول منتصف القرن السابع عشر لمنطقة اللاتيفونديا المملوكة للأغنياء، وهي شبكات ضخمة من العقارات التي هبطت أسعارها. كانت اللاتيفونديا حاضرة في جميع أنحاء الكومنولث البولندي الليتواني، لكنها تطورت على نطاق واسع في المناطق الشرقية للتاج، بعد أن توسعت في هذا الاتجاه قبل اتحاد لوبلين. أثر تدمير الحرب على الممتلكات الضخمة المتنوعة بدرجة أقل من العقارات الفردية في الشلختا الوسطى، والتي حولت الشلختا بشكل متزايد إلى عملاء معتمدين على إخوانهم الأكبر. أجِرت أجزاء من اللاتفيديوم أو شُغِلت من قبل الشلختا المستأجرين أو تسلسل هرمي من المشرفين الحضريين، اليهود في كثير من الأحيان، وكل طبقة تستغل العمال الأقنان. كانت الجوانب المختلفة للحياة التجارية في الأراضي، بما في ذلك الزراعة والتجارة والتعدين والتصنيع، تخضع في السابق لسيطرة الشلختا بطريقة محمية قانونًا. في هه الفترة، في الدولة الإقطاعية الأكثر لامركزية وفوضوية، كانت طبقة الأغنياء في وضع يسمح لها بتأسيس حكم مطلق في مجالاتها الشبيهة بالدولة، ليس على أساس القوانين بل على المزايا العملية التي تمتعوا بها. مارس الأغنياء السلطة الإقليمية والسلطة التي حصلوا عليها من خلال مجموعة متنوعة من الوسائل، بما في ذلك القوات العسكرية الخاصة.
أثرت الهيمنة المتزايدة للأغنياء سلبًا على سلامة طبقة الشلختا الوسطى ذات الأهمية الحاسمة حتى ذلك الوقت. أدت تجزئة الشلختا إلى تعميق النزعات اللامركزية في الدولة الكبيرة. أقام الأقطاب شبكات من مؤيدي الشلختا واستُبدل الولاء الوطني بالولاء على أساس العلاقات الإقليمية، أما بالنسبة للنبلاء، لم توفر مؤسسات الدولة الضعيفة فرصًا وظيفية جذابة، ولا حماية كافية.
اعتُراف منذ فترة طويلة بسيطرة الأغنياء على الشلختا الصغرى أو الصغيرة، وهي مجموعة يمتلك أعضاؤها القليل من الممتلكات أو لا يمتلكون أي ممتلكات وكانوا متعلمين بشكل سيئ. كان الشلختا الصغرى مفيدةً، إذ وفرت حشودًا من الرجال المسلحين القادرين على التأثير في الأحداث العامة المختلفة، مثل الانتخابات، وفقًا للتوجيهات المقدمة. في غالب الأحيان كان العملاء الأساسيين من الأغنياء من النبلاء الأقل مرتبة، المستأجرين، أحرار لكن لا يملكون أرضًا وفقراء، والذين يشبه وضعهم في الواقع وضع الفلاحين؛ كانوا يعتمدون كليًا على راعٍ ثري. لم يكن لدى شعب الرصيف ممتلكات ويعملون في مجموعة متنوعة من الحرف. عملت الشلختا المحلية كخدم في الأسر الكبيرة. كانت الشلختا السليمة، أو شعب العزبة فيها عدد كبير جدًا من طبقة النبلاء الصغيرة المالكة؛ من بين الرتب الدنيا كانوا يتمتعون بمفردهم بشيء من المكانة النبيلة المميزة، وكانت رمزية على الأقل.
كان دور طبقة النبلاء المتوسطة، وأصحاب الملكية والأشخاص المؤهلين بشكل أفضل، القادرون على ممارسة وظائف داخل المحاكم الكبرى، أو تولي المناصب العامة التي حُصل عليها بمساعدة كبار المحسنين، من الأهمية هامًا جدًا. حقق النبلاء المعنيون، من خلال الأباطرة الذين خدموهم، أيضًا مكاسبًا مادية، مثل عقود إيجار الأراضي المربحة، والحماية القانونية في أوقات التقاضي العام والمتسرع والمضطرب في كثير من الأحيان.
شكل الأغنياء أنفسهم أو العشائر الكبرى تجمعات أو فصائل ذات مصالح إقليمية أو غيرها من المصالح المشتركة. في القرن السابع عشر، كانت الفصائل عادة محصورة في منطقة، مثل المجموعات الليتوانية لعائلات باك أو سابيها. في القرن الثامن عشر، أسس كل من عئلة كازستروكيس و بوتوكيس فصائلًا ذات أهمية كبيرة على مستوى الكومنولث.
لم تحدث التبعية للمصالح الكبرى دون بعض المقاومة، لكن حركات الشلختا المختلفة افتقرت إلى التنسيق وفي النصف الأول من القرن الثامن عشر توقف النبلاء من الطبقة الوسطى عن كونهم قوة مستقلة في السياسة الوطنية.
أعطى عدم وجود تمييز قانوني بين مختلف رتب النبلاء العديد من النبلاء إحساسًا زائفًا بالمساواة والفرص. أصبح غالبية النبلاء من أصل ليتواني أو روسي أو ألماني بولونيين وكاثوليك. ظل بعض نبلاء الأقلية البروتستانتية نشطة في بروسيا الملكية وبولندا الكبرى. بعد انتصار الإصلاح المضاد، فقد اليسوعيون وغيرهم من التربويين الكاثوليك الحوافز لتوفير تعليم عالي الجودة تنافسي. أصبحت العقلية المتخلفة والانغلاق الأفق لجماهير الشلختا يضرب بهما المثل، ومع مرور الأمة بأكبر تدهور لها، انغمست الشلختا الموحدة النموذجية في أيديولوجية السارماتية للأمة المختارة وازدرت كل شيء أجنبي. لم يتسامحوا مع الانشقاقية، وكان الفساد في ذروته، بينما كانت الروح المعنوية العامة في أدنى مستوياتها.

### تفكك صفوف البلدات والمدن
كان سقوط المدن والبلدات الجانب الأكثر وضوحًا في انهيار اقتصاد الكومنولث، فقد اقتصرت مشتريات الفلاحين (الذين كانوا يشكلون جزءًا هامًا من زبائن تجّار المدن) على الأشياء التي تُنتَج أو تُباع داخل ممتلكات الجهة الإقطاعية التي يعملون عندها، وأصبح السوق في حالة من البلبلة بسبب الأزمات المالية، وتدمير الحروب للبلاد، وخسارة بعض المراكز البلدية في بولندا وليتوانيا للدول المجاورة.
كانت عمليات إعادة البناء بعد عام 1720 بطيئة، ولم تشمل كل المناطق بشكل متساوٍ، فقد حققت نتائج جيدة في المدن الكبيرة كوارسو، ودانزيغ، ولكن كانت المدن الصغرى تعاني بشكل سيئ من الوضع، باستثناء تلك الموجودة في غرب بولندا الكبرى.
أثّرت كل هذه التغيرات على الطابع العرقي للطبقات السكانية، فقد تباطأ تدفّق الفلاحين إلى البلدات كثيرًا، في حين زادت نسبة السكان اليهود بشكل كبير، فمن بين 750 ألف يهودي عاش في الكومنولث في منتصف القرن الثامن عشر (ومصادر أخرى تقول إنهم كانوا مليونًا في سبعينيات القرن الثامن عشر) كان ثلاثة أرباعهم يعيش في المدن، وشكلوا حوالي نصف سكان المدن، وقد كانوا مجتهدين للغاية، وسرعان ما سيطروا على الحِرف، والتجارة، خاصّة في البلدات الصغيرة، وقدّمت مجتمعاتهم خدمات واسعة النطاق للطبقات الاجتماعية العليا، والمتوسطة البولندية. وكانت هناك أحيانًا محاولات من سكان البلدات المسيحيين للحدّ من حقوق اليهود التجارية.

### تدمير الحرب والانهيار الاقتصادي والتفكك الاجتماعي
غالبًا ما كان يُنظر إلى الانهيار الاقتصادي في الكومنولث في النصف الثاني من القرن السابع عشر على أنه نتيجة لتدمير البلاد بسبب الحروب. كانت هناك أيضًا عوامل محبطة أخرى أثرت في ذلك الوقت على أجزاء كبيرة من أوروبا، والتي حاول اقتصاد الكومنولث القائم على العزبة أن يتكيف معها. أدت الحلول الخاصة التي اعتُمدت في النهاية إلى تدهور فعالية الممارسات الزراعية، وانخفاض الإنتاجية وفقر سكان الريف. لكن الدرجة التي تقدم بها الانحدار الاقتصادي في الكومنولث لم يكن لها ما يماثلها في اقتصادات البلدان المجاورة، التي مارس بعضها نفس النوع من الاقتصاد الريفي. بينما كان الدمار الذي تعرضت له الحرب خلال أحداث 1655-1660 مدمرًا بشكل خاص، تعرض الكومنولث لحرب مستمرة من عام 1648 إلى عام 1720.
على عكس الحروب التي جرت سابقًا، والتي أثرت في الغالب على أطراف الدولة الضخمة، منذ منتصف القرن السابع عشر فصاعدًا، كان وسط بولندا قد دُمر بسبب الحرب أيضًا. اتضح أن الحربين الشماليتين مدمرة بشكل خاص. اجتازت عدة جيوش أجنبية ضخمة دول الكومنولث أثناء حرب الشمال الثانية. أدى الدور الذي طال أمده للبلاد كساحة قتال، وإيواء القوات والجيوش، جنبًا إلى جنب مع سياسة الحصول على المساهمات والنهب خلال حرب الشمال الكبرى، إلى تدهور كبير في اقتصاد البلد الذي لم يتعاف بعد من الأضرار التي لحقت بجيلين سابقين. وزادت الحرب الداخلية والنهب من قبل قوات الكومنولث غير مدفوعة الأجر من الضرر.
طُبق تدمير واستنفاد الموارد على جميع شرائح المجتمع، ما أثر على القرى والمدن والبلدات الريفية، والتي فقد الكثير منها طابعها الحضري. عانت الصناعة والتصنيع وكذلك الأموال المتدفقة إلى خزينة الدولة. أدت خسائر الحرب وتفشي الأمراض الوبائية (خاصة خلال 1659-1663) إلى خفض عدد السكان بمقدار الثلث إلى 6-7 ملايين. نظرًا لأن كل من الفلاحين وسكان البلدة والشلختا العاديين فقدوا قاعدتهم الاقتصادية، أصبحت طبقة الأغنياء المجموعة الاجتماعية الوحيدة القادرة على ممارسة نشاط اقتصادي وسياسي كبير، ما أدى إلى هيمنتهم الكاملة على ما تبقى من سياسة الكومنولث.
أدت الحرب والضغوط الاقتصادية إلى تكثيف عمليات التجزئة الحالية والصراعات الطبقية بين الطبقات الاجتماعية وداخل كل منها. انتشر كره الأجانب والتعصب، وشددت مختلف المجموعات الاجتماعية والإقليمية على أوضاعهم وتقاليدهم المنفصلة. جرى التراجع عن جهود بناء الأمة التي قام بها الإصلاحيون في عصر النهضة.

### مزيد من التقسيم الطبقي بين النبلاء
كانت منظمة الإنتاج الزراعي السائدة في القرن السادس عشر، أفسحت الفلوارك التابعة للشلختا المجال بحلول منتصف القرن السابع عشر لمنطقة اللاتيفونديا المملوكة للأغنياء، وهي شبكات ضخمة من العقارات التي هبطت أسعارها. كانت اللاتيفونديا حاضرة في جميع أنحاء الكومنولث البولندي الليتواني، لكنها تطورت على نطاق واسع في المناطق الشرقية للتاج، بعد أن توسعت في هذا الاتجاه قبل اتحاد لوبلين. أثر تدمير الحرب على الممتلكات الضخمة المتنوعة بدرجة أقل من العقارات الفردية في الشلختا الوسطى، والتي حولت الشلختا بشكل متزايد إلى عملاء معتمدين على إخوانهم الأكبر. أجِرت أجزاء من اللاتفيديوم أو شُغِلت من قبل الشلختا المستأجرين أو تسلسل هرمي من المشرفين الحضريين، اليهود في كثير من الأحيان، وكل طبقة تستغل العمال الأقنان. كانت الجوانب المختلفة للحياة التجارية في الأراضي، بما في ذلك الزراعة والتجارة والتعدين والتصنيع، تخضع في السابق لسيطرة الشلختا بطريقة محمية قانونًا. في هه الفترة، في الدولة الإقطاعية الأكثر لامركزية وفوضوية، كانت طبقة الأغنياء في وضع يسمح لها بتأسيس حكم مطلق في مجالاتها الشبيهة بالدولة، ليس على أساس القوانين بل على المزايا العملية التي تمتعوا بها. مارس الأغنياء السلطة الإقليمية والسلطة التي حصلوا عليها من خلال مجموعة متنوعة من الوسائل، بما في ذلك القوات العسكرية الخاصة.
أثرت الهيمنة المتزايدة للأغنياء سلبًا على سلامة طبقة الشلختا الوسطى ذات الأهمية الحاسمة حتى ذلك الوقت. أدت تجزئة الشلختا إلى تعميق النزعات اللامركزية في الدولة الكبيرة. أقام الأقطاب شبكات من مؤيدي الشلختا واستُبدل الولاء الوطني بالولاء على أساس العلاقات الإقليمية، أما بالنسبة للنبلاء، لم توفر مؤسسات الدولة الضعيفة فرصًا وظيفية جذابة، ولا حماية كافية.
اعتُراف منذ فترة طويلة بسيطرة الأغنياء على الشلختا الصغرى أو الصغيرة، وهي مجموعة يمتلك أعضاؤها القليل من الممتلكات أو لا يمتلكون أي ممتلكات وكانوا متعلمين بشكل سيئ. كان الشلختا الصغرى مفيدةً، إذ وفرت حشودًا من الرجال المسلحين القادرين على التأثير في الأحداث العامة المختلفة، مثل الانتخابات، وفقًا للتوجيهات المقدمة. في غالب الأحيان كان العملاء الأساسيين من الأغنياء من النبلاء الأقل مرتبة، المستأجرين، أحرار لكن لا يملكون أرضًا وفقراء، والذين يشبه وضعهم في الواقع وضع الفلاحين؛ كانوا يعتمدون كليًا على راعٍ ثري. لم يكن لدى شعب الرصيف ممتلكات ويعملون في مجموعة متنوعة من الحرف. عملت الشلختا المحلية كخدم في الأسر الكبيرة. كانت الشلختا السليمة، أو شعب العزبة فيها عدد كبير جدًا من طبقة النبلاء الصغيرة المالكة؛ من بين الرتب الدنيا كانوا يتمتعون بمفردهم بشيء من المكانة النبيلة المميزة، وكانت رمزية على الأقل.
كان دور طبقة النبلاء المتوسطة، وأصحاب الملكية والأشخاص المؤهلين بشكل أفضل، القادرون على ممارسة وظائف داخل المحاكم الكبرى، أو تولي المناصب العامة التي حُصل عليها بمساعدة كبار المحسنين، من الأهمية هامًا جدًا. حقق النبلاء المعنيون، من خلال الأباطرة الذين خدموهم، أيضًا مكاسبًا مادية، مثل عقود إيجار الأراضي المربحة، والحماية القانونية في أوقات التقاضي العام والمتسرع والمضطرب في كثير من الأحيان.
شكل الأغنياء أنفسهم أو العشائر الكبرى تجمعات أو فصائل ذات مصالح إقليمية أو غيرها من المصالح المشتركة. في القرن السابع عشر، كانت الفصائل عادة محصورة في منطقة، مثل المجموعات الليتوانية لعائلات باك أو سابيها. في القرن الثامن عشر، أسس كل من عئلة كازستروكيس و بوتوكيس فصائلًا ذات أهمية كبيرة على مستوى الكومنولث.
لم تحدث التبعية للمصالح الكبرى دون بعض المقاومة، لكن حركات الشلختا المختلفة افتقرت إلى التنسيق وفي النصف الأول من القرن الثامن عشر توقف النبلاء من الطبقة الوسطى عن كونهم قوة مستقلة في السياسة الوطنية.
أعطى عدم وجود تمييز قانوني بين مختلف رتب النبلاء العديد من النبلاء إحساسًا زائفًا بالمساواة والفرص. أصبح غالبية النبلاء من أصل ليتواني أو روسي أو ألماني بولونيين وكاثوليك. ظل بعض نبلاء الأقلية البروتستانتية نشطة في بروسيا الملكية وبولندا الكبرى. بعد انتصار الإصلاح المضاد، فقد اليسوعيون وغيرهم من التربويين الكاثوليك الحوافز لتوفير تعليم عالي الجودة تنافسي. أصبحت العقلية المتخلفة والانغلاق الأفق لجماهير الشلختا يضرب بهما المثل، ومع مرور الأمة بأكبر تدهور لها، انغمست الشلختا الموحدة النموذجية في أيديولوجية السارماتية للأمة المختارة وازدرت كل شيء أجنبي. لم يتسامحوا مع الانشقاقية، وكان الفساد في ذروته، بينما كانت الروح المعنوية العامة في أدنى مستوياتها.

### بداية التعافي
بدأت التغيرات الأولى التي أشارت لحدوث انتعاش اقتصادي في الفترة بين 1725 و 1750 ، فكان التقدم الزراعي والصناعي أكثر وضوحًا خلال العقدين التاليين (1750-1770)، وكانت لذلك علاقة مع التحسّنات التي طرأت على السوق الزراعية في أوروبا، فخلال تلك الفترة حدثت تطورات تقنية سببت تقدمًا ملحوظًا، وحسّنت من الزراعة، والأهم من ذلك هو التغيرات في طبيعة العلاقات الاجتماعية الريفية، فبدءًا من منطقة بوزنان من ثم كل المناطق غرب بولندا الكبرى وبروسيا الملكيّة، استُبدلت ظروف العمل الإقطاعية العبودية بتأجير الأراضي للفلاحين، مع حصول أصحابها على تعويضات مالية، وقد فضّل الفلاحون هذا النوع من «الشراء» على التزامات العمل القسرية، لأنها حسّنت من وضعهم المالي، وجعلتهم على تواصل مع الأسواق في المدن.
وقد شهدت المنطقتين، والعاصمة وارسو أيضًا تحسّنًا معتدلًا في المجالات الصناعية، والتجارية، وكانت أهم الصناعات في تلك الفترة هي صناعة الحديد في جنوب ووسط بولندا (المنطقة الصناعية البولندية القديمة)، ولكن تأخّر هذا التقدم الصناعي المتواضع للكومنولث ما يقارب نصف قرن، ليس فقط بالمقارنة مع جيران بولندا في الغرب، والجنوب، بل أيضًا بالمقارنة مع بروسيا.